# 1105
Високе Середньовіччя •  Золота доба ісламу •  Реконкіста •  Хрестові походи •  Київська Русь

## Геополітична ситуація
Візантію очолює Олексій I Комнін. Генріх V став королем Німеччини. Філіп I є королем Франції.
Апеннінський півострів розділений: північ належить Священній Римській імперії, середню частину займає Папська область, південна частина півострова окупована норманами. Деякі міста півночі: Венеція, Піза, Генуя, мають статус міст-республік.
Південь Піренейського півострова захопили Альморавіди. Північну частину півострова займають християнські Кастилія, Леон (Астурія, Галісія), Наварра, Арагон та Барселона. Королем Англії є Генріх I Боклерк, королем Данії Нільс I.
У Київській Русі княжить Святополк Ізяславич, Польща розділена між синами Владислава Германа Збігнєвом та Болеславом. На чолі королівства Угорщина стоїть Коломан I.
На Близькому сході існують держави хрестоносців: Єрусалимське королівство, Антіохійське князівство, Едеське графство. Сельджуки окупували Персію та Малу Азію, в Єгипті владу утримують Фатіміди, у Магрибі панують Альморавіди, у Середній Азії правлять Караханіди, Газневіди втримують частину Індії. У Китаї триває правління династії Сун. На півдні Індії домінує Чола. В Японії триває період Хей'ан.

## Події
- Прихильники імператора Священної Римської імперії в суперечці за інвеституру обрали нового антипапу Сильвестра IV.
- 31 грудня імператор Священної Римської імперії Генріх IV на рейхстазі в Майнці зрікся престолу, до чого його змусив власний син Генріх.
- При облозі Триполі загинув граф Тулузи, визначний хрестоносець Раймунд IV.
- Триває війна англійського короля Генріха I Боклерка та його брата Роберта III Куртгеза в Нормандії.
- Філіп Гальстенсон став королем Швеції.
- Графом Сицилії після смерті брата Сімона став Рожер II. Його мати Аделаїда дель Васто залишається регенткою.
- Уперше згадуються консули Павії, що вказує на незалежність міста.
- Після смерті брата Баркіярука Мухаммед I тимчасово став єдиним сельджуцьким правителем.